# Adolf von Harnack
Adolf von Harnack (født 7. maj 1851 i Dorpat, Estland, død 10. juni 1930 i Heidelberg) var en tysk evangelisk teolog og kirkehistoriker, søn af Theodosius Harnack.
Påvirket af Albrecht Ritschl engagerede Harnack sig for et konsekvent historisk syn på kristendommen. I dogmedannelsen så han en fremmedgørelse af Jesu budskab gennem indflydelse fra hellenistisk spekulation.
I sine berømte forelæsninger om "Kristendommens væsen" (1900) afdogmatiserede Harnack den kristne tradition til fordel for den etiske kerne i Jesu budskab, nemlig den aktive tro på "menneskesjælens uendelige værdi".